# 恰尔巴格乡 (库尔勒市)
恰尔巴格乡，是中华人民共和国新疆维吾尔自治区巴音郭楞蒙古自治州库尔勒市下辖的一个乡镇级行政单位。

## 行政区划
恰尔巴格乡下辖以下地区：
恰尔巴格村、喀赞其村、萨依巴格村、喀拉墩村、博斯坦村、上阔什巴格村、下阔什巴格村和直属农场村。